# Gare de Settat
La gare de Settat est une gare ferroviaire située à Settat au Maroc.